# 落合由佳
落合 由佳（おちあい ゆか、1988年1月19日 - ）はフロム・ファーストプロダクション所属のフリーアナウンサー。

## 人物・経歴
東京都練馬区出身。山脇学園高校を経て学習院大学法学部政治学科卒業。趣味はゴルフ、お酒、歩くこと、買い物。資格は漢字検定準2級を取得。座右の銘は「置かれた場所で咲きなさい」。
- 2009年 - 「U・LA・LA@7」（TOKYO MX）に「学生アナウンサー」として出演経歴がある。（10月〜12月）
- 2010年4月 - 青森朝日放送に入社。アナウンサーとして7年間勤務し、2017年3月に退社[1]。翌月からフロム・ファーストプロダクションに所属しフリーアナウンサーとして活動開始。
- 2018年4月から2020年3月まではテレビ埼玉（テレ玉）の契約アナウンサーとして勤務していた。
- 2020年5月頃から同局のある埼玉県のラジオ局、FM NACK5にて『NACK5 NEWS』担当アナウンサーとして勤務している[2][注 1]。
- 2021年3月22日 - 2021 Miss SAKE ファイナリスト・青森代表に選出[3]

## 担当番組

### 過去

#### 学生キャスター
- ニジドキ!（2010年10月 - 2011年3月、隔週）
- U・LA・LA@7（TOKYO MX、2009年10月1日 - 2009年12月28日、月・水曜日担当）
- 映画倶楽部 in VOICE WAVE（ネットラジオ、アシスタント）

#### 青森朝日放送
- ABAニュース
- スーパーJチャンネルABA
- 夢はここから生放送 ハッピィ（2013年4月 - 2017年3月）
- 第97回全国高等学校野球選手権大会中継（朝日放送、2015年8月、アルプススタンドリポート）

#### テレビ埼玉
- NEWS1155（2018年4月 - 2020年3月、火・金曜キャスター）
- NEWS545（2018年4月 - 2020年3月、月・水キャスター）
- NEWS930（2018年4月 - 2020年3月、月・水キャスター）
- 埼玉ビジネスウォッチ（2018年4月 - 2020年3月、MC）
- 新春知事に聞く（2019年1月1日）[4]
- 東京2020オリンピックパラリンピック1年前イベント 司会[5][6]
- 宝くじドカーンと1500万円スペシャル ～埼玉版～ （司会、2019年12月13日）[7][8]
- 令和2年度埼玉経済同友会「賀詞交換会」
- 第17回「道路愛護の集い」(司会、2020年2月9日)[9]

#### NACK5
- NACK5 NEWS

#### ドラマ
- オトナ高校（2017年、テレビ朝日） - ニュースキャスター役（第1話・第2話）[10]
- 黒革の手帖（2017年、テレビ朝日）
  - リポーター役（第5話）[11]
  - ニュースキャスター役（最終回・音声のみ）[12]

#### 映画
- 翔んで埼玉（2019年、東映） - ニュースキャスター役[13]

#### フリー
- 映画『孤狼の血』製作発表会見司会（2017年4月3日）[14][15][16]
- 石野真子スペシャルライブ司会ボートレース戸田、（2017年5月6日）[17][18][19]
- 満足!トレンドナビ（BS-TBS、2017年5月20日、9月23日、2018年1月13日）[20][21]
- 「ゴジラ・フェス 2017」（司会、2017年11月3日）[22][23][24]
- 東京 The 48 Hour Film Project（上映会司会、2018年・2019年）[25]
- 映画「ゴジラ　キング・オブ・モンスターズ」初日舞台挨拶司会[26]
- 映画「はるヲうるひと」完成報告会見司会（2021年4月29日）[27]
- すずしょうと はじめてのテレビ～ゆるーり仙台歩いてみた～(ナレーション、2023年1月7日（6日深夜）、東日本放送）[28]
- 第1回こどもDXシンポジウム(司会、2023年3月20日)[29]
- 社会実験的ドキュメンタリーInfluencerz'（声（レポーター））[30][31][32]